# Sport dans la Mayenne
Sport dans la Mayenne
- Stade lavallois, club de football
- Jeu de palets

## Sportifs célèbres
- Freddy Bichot, cycliste
- Henri Bisson, président du Stade lavallois
- Jean-Claude Bouttier, boxeur
- Jacky Durand, cycliste
- Michel Le Milinaire, entraineur de football
- Marc Madiot, cycliste
- Manuela Montebrun, athlète
- François Pervis, cycliste (piste)
- Olivier Peslier, jockey